# Albert Lindhagen
Claes Albert Lindhagen i riksdagen kallad Lindhagen i Stockholm, född 25 juli 1823 i Askeby socken, Östergötlands län, död 21 oktober 1887 i Stockholm, var en svensk stadsplanerare, jurist, riksdagsledamot och kommunalman. 
Lindhagen var bror till Georg Lindhagen samt far till Carl Lindhagen, Anna Lindhagen och Arthur Lindhagen.
Lindhagen blev från 1864 och till sin död den ledande gestalten i det stora projektet med att förvandla småstaden Stockholm till en storstad i det att han utformade den så kallade Lindhagenplanen. Även om hans planer över Stockholm aldrig fullbordats i sin helhet bör stjärnplatserna Karlaplan och Stureplan tillskrivas Lindhagens vision.

## Liv och verk

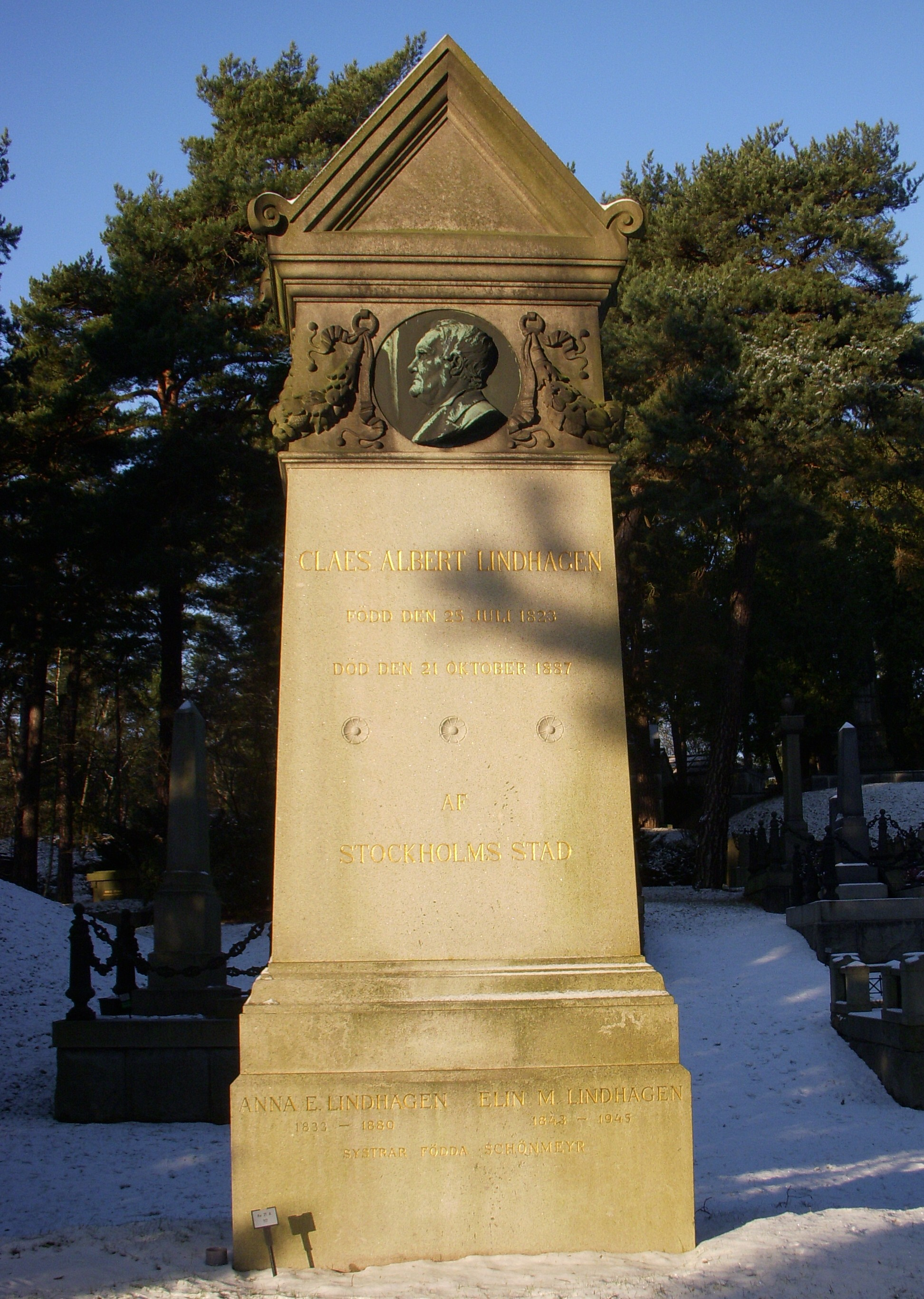
Lindhagens gravvård på Norra begravningsplatsen.

Albert Lindhagen blev student vid Uppsala universitet 1841, filosofie kandidat 1847 och filosofie magister 1848 samt avlade 1849 examen till rättegångsverken. 1854 blev Lindhagen fiskal i Svea hovrätt, 1860 hovrättsassessor och 1863 revisionssekreterare. 1864 utnämndes han till expeditionschef i Civildepartementet, 1869 till byråchef i Justitiestatsexpeditionen och 1871 till ledamot av Lagbyrån samt var 1874–1886 justitieråd. 
Lindhagen var framförallt en inflytelserik byggnadspolitiker och hans lagförslag har kommit att sätta sin prägel på de stadsplaner som gjordes upp från slutet av 1800-talet in på 1900-talet. Enligt särskilda uppdrag sammanfattade Lindhagen förslagen till 1868 års och 1874 års stadsstadgorna innehållande byggnadsstadgan, brandstadgan och hälsovårdsstadgan för rikets städer. En effekt blev att nytt trähusbyggande i det närmaste förbjöds inne i stadsplanereglerat område. Vis av 1800-talets brandkatastrofer som drabbade många svenska städer förbjöds flervåningshus i trä. Viss uttänjning av reglerna förekom dock, i Göteborg bland annat genom stadens karaktäristiska landshövdingehus.
Åren 1862–1879 tillhörde Lindhagen överstyrelsen för Stockholms stads folkskolor, och alltsedan början av de nya kommunalförfattningarnas tillämpning (1863) tillhörde han stadsfullmäktige i Stockholm. Inom denna kår, där han var vice ordförande från 1879, och dess beredningsutskott och stadens drätselnämnd utövade han en energisk och inflytelserik verksamhet, särskilt i frågor angående Stockholms reglering och s.k. sundhetsförhållanden. Det var på hans initiativ många fastigheter kom att anslutas till avloppsnät och få vatten indraget i lägenheterna, istället för att hänvisa folk till ohygieniska utomhusbrunnar. 
I stiftandet och organiserandet av Stockholms högskola var Lindhagen mer verksam än någon annan. Han blev denna skolas inspektor och ledande i dess styrelse. Vid 1869 års riksdag var Lindhagen en av Stockholms representanter i Andra kammaren, och 1883 invaldes han i Första kammaren. Stockholms stad reste 1891 hans gravvård på "Lindhagens kulle" på Norra begravningsplatsen.
Lindhagensgatan (1888), Lindhagensplan (1938) och det nya stadsområdet Lindhagen i Stockholm är uppkallade efter Albert Lindhagen.

## Lindhagenkommitténs generalplan

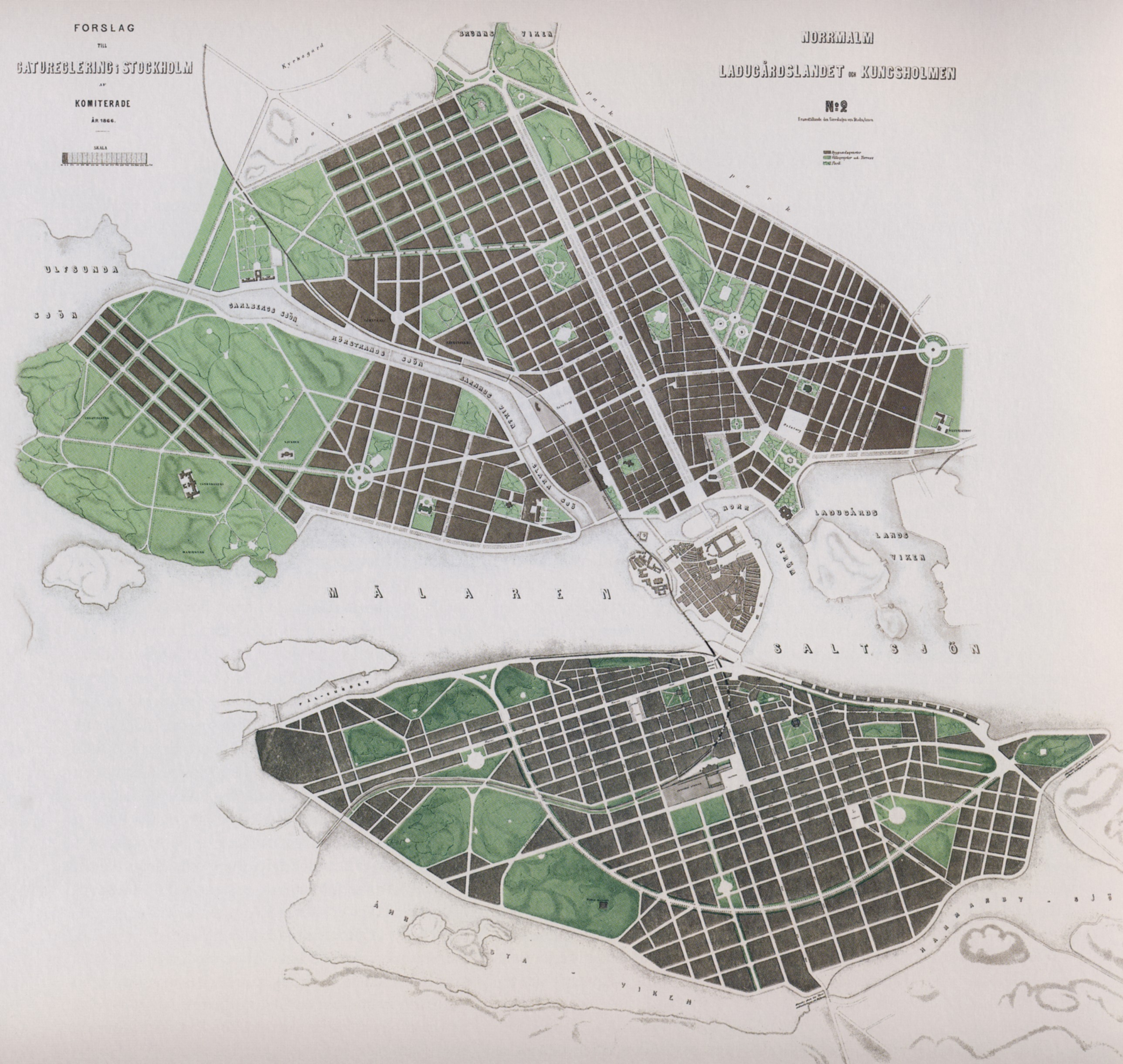
Lindhagenkommitténs generalplan för Stockholm från 1866.

Lindhagenplanen var en generalplan för Stockholm framlagd i ett Utlåtande med förslag till gatureglering i Stockholm år 1866 av en kommitté under ledning av Albert Lindhagen. Lindhagen var troligen influerad av fransmannen Georges-Eugène Haussmanns stadsplaner för omdaningen av Paris och var ledande bakom tillkomsten kommissionens generalplanen. 
Lindhagenplanen antogs aldrig i sin helhet av Stadsfullmäktige; endast delar genomfördes efter hårda strider och revideringar. Ändå skulle Lindhagens generalplan få stor betydelse för Stockholms omdaning under sena 1800-talet. Enligt konsthistorikern Ragnar Josephson är det genom Lindhagenplanen som det moderna Stockholm räknar sin uppkomst. Även Stockholms moderna parkhistoria kan sägas ha börjat med Lindhagenplanen.